# Karl Albert Pfänder
Karl Albert Pfänder (* 22. Dezember 1906 in Beuren; † 16. April 1990 in Reutlingen) war ein deutscher Künstler. Er war als Holzbildhauer und Kunstdrechsler sowie Designer für Holzprodukte tätig.

## Leben
Als Sohn eines Schuhmachers und Bauern erlernte er ab 1921 das Handwerk des Drechslers in Nürtingen. 1926 folgte eine erste Ausstellungsbeteiligung in Miltenberg mit Holzarbeiten und Kohlezeichnungen. Ab 1928 besuchte er die „Kunstgewerbeschule Stuttgart“ und es folgten ab 1930 jährliche Ausstellungsbeteiligungen im Landesgewerbemuseum Stuttgart, Grassi-Museum Leipzig, Haus der Kunst München, Hamburg, Berlin und anderen Orten. 1931 legte er seine Meisterprüfung ab.
Von 1940 bis 1946 war er im Militärdienst und in Gefangenschaft. Ab 1948 war er als Industriedesigner bei der Holzwarenfabrik Bischoff (Reichenbach/Fils) und Holzelfingen (Schwäbische Alb) tätig. 1961 gründete Pfänder eine eigene Werkstatt für künstlerische und handwerkliche Holzarbeiten, außerdem arbeitete er weiter als Designer für Holzprodukte. 1962 wurde er Mitglied im „Bund der Kunsthandwerker Baden-Württemberg“. 1967 erhielt er für von ihm gestaltete Industrieprodukte das „Prädikat der Guten Form“ bei der „Internationalen Frankfurter Messe“ und 1972 den Staatspreis Gestaltung Kunst Handwerk des Landes Baden-Württemberg. 1974 baute er nach seiner Pensionierung seine Werkstatt für Holzgestaltung und Design in Reutlingen aus. Er unternahm erste Versuche mit Holzschnitten. Im Gegensatz zu den üblichen Holzschnitten, die in die Längsform eines Brettes geschnitten werden, stellte Pfänder Holzschnitte in die Querform (also in die Holzscheibe) her. Er integrierte bewusst die äußere Form eines Baumes mit seinen markanten Jahresringen in seine Gestaltung.
Am 16. April 1990 verstarb Karl Albert Pfänder in Reutlingen. 1993 gründeten ehemalige Weggefährten die „Karl Albert Pfänder Gesellschaft e.V. - KAP“.

## Werke
Die Formensprache von K.A. Pfänder ist vor allem geprägt von der Reduktion auf das Wesentliche. Seine großen Vorbilder waren Hans Arp und Ernst Barlach und die Natur. Das Schöpferische in der Natur war für ihn Quell seiner Arbeit und seiner Gedankenwelt. Außerdem beschäftigte er sich auch mit Wandskulpturen in Form von Holz-Collagen und Holzschnitten.
Seine für die Holzindustrie gestalteten Produkte sind stilistisch in die Zeit der 1960er und 1970er Jahre einzuordnen. Man erkennt sehr gut die Wechselbeziehungen zwischen den Begehrlichkeiten der Neuen Sachlichkeit der 1920er und 1930er Jahre und dem schöpferischen Charakter einer Handwerkskunst, die sich u. a. auf die „Art und Crafts Bewegung“ berief.
Seine Werke befinden sich in öffentlichen wie privaten Sammlungen.